# آرثر س. باركر
آرثر س. باركر (بالإنجليزية: Arthur Caswell Parker)‏ هو عالم آثار ومؤرخ أمريكي، ولد في 5 أبريل 1881 في Cattaraugus Reservation ‏ في الولايات المتحدة، وتوفي في 1955.